# سی‌ایچی ایوائو
سی‌ایچی ایوائو ((به ژاپنی: 岩生 成一, Iwao Seiichi); ۱ ژانویهٔ ۱۹۰۰ – ۱ ژانویهٔ ۱۹۸۸) مورخ، مؤلف (پدیدآور) استاد در دانشگاه توکیو اهل ژاپن بود.